# Cartagena Festival Internacional de Música
El Cartagena Festival Internacional de Música es un festival musical celebrado anualmente en la ciudad de Cartagena de Indias, Colombia.

## Historia
Desde su primera versión en 2007, el festival busca fortalecer el desarrollo musical de Colombia. La Fundación Salvi Colombia, entidad organizadora,  trae grandes músicos invitados tanto nacionales como internacionales para consolidar una fuerte identidad como puente entre la música y la cultura de Europa y América, donde además de las expresiones de la llamada música clásica, tienen cabida también diversas lecturas de la música popular, en un diálogo constante entre las dos almas del Festival: aquella europea y aquella latinoamericana. 
En Cartagena de Indias, Colombia, aquella ciudad del Caribe conocida por la belleza de su arquitectura colonial, el encanto de sus calles de piedra y la fuerza de sus raíces multiétnicas, resuenan desde hace diez años en enero las notas de los vientos, cuerdas y voces que emanan del Cartagena Festival Internacional de Música, uno de los eventos de música culta más importantes de América Latina.
El Festival, además de buscar el acercamiento de un público diverso al disfrute de las artes, también tiene como fin motivar positivas transformaciones sociales e impulsar la formación y el perfeccionamiento artístico de orquestas, bandas, coros, y solistas colombianos, en buena medida juveniles, para quienes el Festival, es además, una importante plataforma internacional.
Durante los nueve días en los que se desarrolla el evento, con la asistencia de un público de aproximadamente 25,000 espectadores, se presentan en promedio 35 conciertos, 250 músicos, y 9 transmisiones de TV en directo. Esta actividad se complementa con conferencias, talleres de lutería, y exposiciones, pero también con una labor pedagógica que incluye un programa de clases magistrales y otro de desarrollo profesional de jóvenes talentos colombianos, de los que se han beneficiado, en conjunto, más de 500 jóvenes músicos y docentes de música de todo el país.

## Dirección Artística
El Director Artístico Fundador del Cartagena Festival es el Maestro Charles Wadsworth, pianista norteamericano de reconocida trayectoria.
Por su parte, el norteamericano Stephen Prutsman, fue director artístico desde el año 2010 hasta el 2012, donde llevó su liderazgo a través de programas educativos en los que se dieron conciertos gratuitos y clases magistrales en las áreas más vulnerables de la ciudad de Cartagena.
Desde 2013, el maestro Antonio Miscenà es el director artístico del festival.

## Símbolo y Sonido: París y la Música francesa de principios de 1.900, edición 2017
El Cartagena Festival celebró recientemente sus diez años. Con el recuerdo de una exitosa décima edición a cuestas y gracias al apoyo de patrocinadores privados y públicos, el Festival se prepara para ofrecer a su audiencia nacional e internacional una nueva e inolvidable experiencia, en enero de 2017, durante su undécima edición denominada “Símbolo y Sonido: Paris y la Música francesa de principios de 1.900”
El Festival ofrecerá una visión general de la música francesa de finales del siglo XIX y principios del siglo XX, partiendo del impresionismo musical francés hasta explorar las relaciones y contrastes con otras corrientes de la música francesa de la época.
La música de compositores franceses definidos como impresionistas, fundamentalmente Debussy y Ravel, será el corazón de este programa, que también abarcará otras corrientes poético-artísticas representadas por la música de Saint Saëns, d’Indy y Milhaud, entre otros. Junto a conciertos dedicados a la gran música instrumental, el Festival presentará también aspectos característicos de la vida musical parisina de aquel entonces, incluyendo la música de compositores latinoamericanos que en París encontraron una fuente de inspiración.
Para esta edición, en su serie dedicada a la música del Nuevo Mundo, el Festival contará con la presencia del Cuarteto Latinoamericano de México, el Quinteto Villa-Lobos de Brasil; también habrá un día dedicado a la música colombiana y a las nuevas interpretaciones de las sonoridades populares del país.

## 2016
Directción artística: Antonio Miscenà
Solistas:
Rodolfo Mederos, bandoneón; Santiago Cañón, violonchelo; Anne Akiko Meyers, violín; Mauricio Vallina, piano; Emmanuel Ceysson, arpa; Inbal Segev, violonchelo; Jason Vieaux, guitarra; Maxim Vengerov, violín
Grupos de Cámara:
Banda Mantiqueira, Colectivo Colombia, Ensamble Ida y Vuelta, Alexis Cárdenas Cuarteto y. Cuarteto Q-Arte.
Proyecto Jordi Savall:
Hespèrion XXI, La Capella Reial de Catalunya y Tembembe Ensamble Continuo.
Serie de Música Sacra:
Concerto Italiano:  Rinaldo Alessandrini, director, Orquesta Filarmónica Juvenil de Cámara: Leonardo Federico Hoyos, director, Coro Filarmónico Juvenil: Diana Carolina Cifuentes Sánchez, directora Orpheus Chamber Orchestra. Orquesta Sinfónica Juvenil Red de Escuelas de Música de Medellín;  Juan Pablo Noreña, director; Maxim Vengerov, director invitado. Orquesta Filarmónica de Bogotá; Leonardo Marulanda R., director.

## 2015
Directción artística: Antonio Miscenà
Solistas:
Director: Teodor Currentzis, Juan Pablo Noreña, Héctor Pinzón, Leonardo Marulanda, Carlos Villa, Leo Brouwer. Piano: François Joel Thiollier, Enrico Pieranunzi, Alexander Melnikov. Violonchelo: Santiago Cañón Valecia, Mario Brunello. Cantante: Marina Heredia. Clarinete: Gabriele Mirabassi. Violín: Pekka Kuusisto. Arpa: Ángel Padilla. Guitarra: Carles Trepat
Grupos de Cámara:
Cuarteto Casals, Avi Avital Trío, Quinteto de Metales Gomalan, Cuarteto Balanescu, Cuarteto vocal Svetoglas y Kudsi Erguner.
Orquesta Residente:
Mahler Chamber Orchestra
Orquestas Invitadas:
Orquesta Filarmónica de Bogotá y Orquesta Filarmónica Juvenil de Bogotá.

## 2014
Directción artística: Antonio Miscenà
Solistas:
Arpa: Emmanuel Ceysson. Piano: Andrea Rebaudengo, Sergei Babayan, Marielle Labèque, Katia Labèque, Julián Pernett Castilla. Viola: Laurent Verney. Mezzosoprano: Crstina Zavalloni. Narrador: Omar Porras. Soprano: Julieth Alejandra Lozano Rolong. Corno: John Kevin López Morales. Violonchelo: Ana Isabel Zorro
Grupos de Cámara:
Cuarteto Borodin, Geza y los Virtuosos Bohemios, Banda Radar, Cuarteto Q-Arte, Sergio y Odair Assad, guitarra. Guinga y Quinteto Villa – Lobos, Rodolfo Mederos Trío yCuarteto Manolov.
Ópera La Cenicienta; cantantes: Daniela Pini, mezzosoprano; Mauricio Lo Piccolo, bajo; Roberto de Candia, barítono; Javier Camarena, tenor; Luciano Di Pasquale, bajo / barítono, Gabriela Ruiz, mezzosoprano, Karolyn Rosero, soprano. Coro de la Ópera de Colombia: Luis Díaz Heródier, Alfonso Ricardo, Andrés Agudelo, Carlos Builes, Carlos Cárdenas, Christian Correa, David Rivera, Felipe Ceballos, Luis Carlos Hernández, Miguel Fernández, Pablo Martínez, Javier Illidge, Carlos Daniel Soler, Gabriel Insignares, Germán Cruz, Juan Felipe Herrera, Juan Manuel Echeverri, Pedro Barrera, Pedro Linares, Ricardo Guatibonza, Vladimir Ardila y Orquesta Filarmónica Joven de Colombia.
Orquesta Residente:
Orpheus Chamber Orchestra.

## 2013
Directción artística: Antonio Miscenà
Solistas:
Director: Rinaldo Alessandrini, Salcatore Accardo. Violonchelo: Mario Brunello, Marcy Rosen, Santiago Cañón. Piano: Andrea Lucchesini, Alberto Mehmari. Arpa: Xavier de Maistre. Contralto: Sara Mingardo. Barítono / Bajo: Umberto Chiummo. Soprano: Valentina Varriale. Arpa llanera: Elvis Díaz. Clarinete: Gabriele Mirabassi, Edgar David López. Cuatro llanero: Juan Carlos Contreras. Voz: Mônica Salmaso. Flauta: Laura del Sol Jiménez. Viola: David Merchán Amaya. Percusión: Guillermo Ospina
Grupos de Cámara:
Accordone, Ensamble Dramsam, Pentabrass, Accardo y Amigos, Nuova Compagnia di Canto Popolare, Brunello Baroque Experience, Diego Schissi Quinteto y Cuarteto Q-Arte.
Orquesta Residente:
Concerto Italiano.
Orquestavinvitada:
Orquesta Filarmónica Joven de Colombia.

## 2012
Directción artística: Stephen Prutsman
Solistas:
Director: Isaac Karabtchevsky, Claudio Vruz, María Guinand, Osvaldo Goligov . Violín: Alexis Cárdenas, Lara St. John, Livia Sohn, Steven Copes, Carlos Vega Reverón. Viola: Aníbal Dos Santos, Hsin-Yun Huang. Violonchelo: Alisa Weilerstein, Jesús Castro-Balbi, Santiago Cañón. Arpa: María Luisa Rayán-Forero. Flauta de pico: Horacio Franco. Soprano: Jéssica Rivera, Amanda Neves. Piano: Anne-Marie McDermott, Blanca Uribe, Brian Ganz, Gloria Lin, Gustavo Miranda, Stephen Prutsman. Voz: Biella Da Costa. Capoeira: Deraldo Ferreira. Baile afrocubano: Reynaldo González Fernández
Grupos de Cámara:
St. Lawrence String Quartet, Alexis Cárdenas Cuarteto, Cuarteto de la OSESP, Le vent du Nord, Metales M5, Música Ficta y Maracatu Nação Pernambuco. Schola Cantorum de Venezuela.
Orquesta Residente:
Orquesta Sinfónica del Estado de São Paulo y Orquesta La Pasión.

## 2011
Directción artística: Stephen Prutsman
Solistas
Director: Stephen Layton, Alejandro Posada. Violín: Jennifer Frautschi, Arnaud Sussman, Ruggero Allifranchini, Elina Vähälä. Viola: Roberto Díaz, Nicole Divall. Violonchelo: Gary Hoffman, Kristina Reiko Cooper. Arpa: Elizabeth Hainen, María Luisa Rayán-Forero. Flauta: Gabriel Ahumada. Soprano: Dawn Upshaw, Yulia Van Doren. Mezzosoprano: Paula Murrihy. Tenor: Hans Ever Mogollón. Bajo / barítono: Christòpheren Nomura, bajo / baritone. Clavecín / órgano: Stephen Farr. Piano: Ángela Cheng, Anton Nel, Frederic Chiu, Stephen Prutsman.
Grupos de Cámara:
Coro de la Ópera, St. Lawrence String Quartet, Marta Gómez y Guafa Trío.
Orquesta Residente:
City of London Sonfonia.

## 2010
Dirección artística: Stephen Prutsman
Solistas:
Director: Stuart Stratford. Director Coral: Alejandro Zuleta. Violín: Bella Hristova, Robert McDuffie. Viola: Hsin-Yun Huang. Violonchelo: Alisa Weilerstein, Suren Bagratuni. Arpa: Gwyneth Wentink. Guitarra: Ricardo Cobo. Piano: Anna Polonsky, Max Levinson, Sergei Sichkov, Stephen Prutsman. Soprano: Jessica Rivera. Mezzosoprano: Katarzyna Sadej. Tenor: César Gutiérrez. Bajo: Valeriano Lanchas. Clarinete: Stefano Eulogi, Jorge Mario Uribe
Grupo de Cámara:
Shanghai Quartet, Sociedad Coral Santa Cecilia,Bahia Trío, Puerto Candelaria y Trío Colombita.
Orquesta Residente:
City of London Sinfonia.

## 2009
Dirección artística: Charles Wadsworth.
Solistas:
Violín: Anne Akiko Meyers, Angélica Gámez, Robert McDuffie. Viola: Hsin-Yun Huang, viola. Violonchelo: Kristina Reiko Cooper, Andrés Díaz. Clarinete: José Franch-Ballester, clarinete. Saxofón: Antonio Arnedo. Arpa: Emmanuel Ceysson. Piano: Erika Nickrenz, Charles Wadsworth, Stephen Prutsman. Clavecín: Ana María Fonseca.
Grupos de Cámara:
St. Lawrence String Quartet y Ensamble Sinsonte.
Orquesta Residente:
City of London Sinfonia.

## 2008
Directción artística: Charles Wadsworth.
Solistas:
Flauta: Paula Robinson. Clarinete: Todd PalmerJosé, Franch-Ballester. Piano: Wendy Chen, Jean-Yves Thibaudet, Charles Wadsworth, Stephen Prutsman. Arpa: Catrin Finch. Guitarra: Romero Lubambo. Percusión: Cyro Baptista. Violín: Elina Vähälä, Livia Sohn, Angélica Gámez. Viola: Hsin-Yun Huang. Violonchelo: Andrés Díaz
Grupos de Cámara:
St. Lawrence String Quartet.
Orquesta Residente:
I Musici de Montreal: director: Yuli Turovsky.

## 2007
Directción artística: Charles Wadsworth.
Solistas:
Violín: Chee Yun. Violonchelo: Andrés Díaz. Guitarra: Romero Lubambo. Flauta: Paula Robinson. Clarinete: José Franch-Ballester. Arpa: Emmanuel Ceysson. Piano: Wendy Chen, Jean-Yves Thibaudet, Charles Wadsworth. Percusión: Cyro Baptista. Director: Juan Carlos Rivas
Grupos de Cámara:
St. Lawrence String Quartet.
Orquesta residente:
I Musici de Montreal: director: Yuli Turovsky.

## Ediciones
| Año  | Fecha             | Temática | Artista de la Imagen |
| ---- | ----------------- | --- | -------------------- |
| 2007 | 6 al 13 de enero  | Cartagena I Festival Internacional de Música                                                                     | Jaime Duque          |
| 2008 | 5 al 12 de enero  | Cartagena II Festival Internacional de Música                                                                    | Santiago Cárdenas    |
| 2009 | 10 al 17 de enero | Cartagena III Festival Internacional de Música                                                                   | Juan Cárdenas        |
| 2010 | 9 al 16 de enero  | Cartagena IV Festival Internacional de Música                                                                    | José Antonio Suárez  |
| 2011 | 6 al 15 de enero  | Cartagena V Festival Internacional de Música: La Gloria de Bach                                                  | Luis Fernando Roldán |
| 2012 | 6 al 14 de enero  | Cartagena VI Festival Internacional de Música: El Sonido de las Américas                                         | Mateo López          |
| 2013 | 5 al 13 de enero  | Cartagena VII Festival Internacional de Música:                                                                  | Miguel Cárdenas      |
| 2014 | 4 al 12 de enero  | Cartagena VIII Festival Internacional de Música: Fábulas. La narración fantástica en la música del siglo XX      | Jim Amaral           |
| 2015 | 6 al 14 de enero  | Cartagena IX Festival Internacional de Música:                                                                   | Luis Fernando Peláez |
| 2016 | 8 al 16 de enero  | Cartagena X Festival Internacional de Música: Hacia Tierra Firme                                                 | Olga de Amaral       |
| 2017 | 6 al 16 de enero  | Cartagena XI Festival Internacional de Música:Símbolo y Sonido: París y la música francesa de principios de 1900 | Ana González Rojas   |

- Datos: Q2889267